# Рождествено (Волоколамский район)
Рождествено — деревня в Волоколамском районе Московской области России.
Относится к сельскому поселению Чисменское, до муниципальной реформы 2006 года относилась к Анинскому сельскому округу. Население — 554 чел. (2010).

## Население
| 1852 | 1859 | 1926 | 2002 | 2006 | 2010 |
| ---- | ---- | ---- | ---- | ---- | ---- |
| 209  | ↗282 | ↗423 | ↘124 | ↗146 | ↗554 |

## Расположение
Деревня Рождествено расположена примерно в 8 км к востоку от центра города Волоколамска. В деревне два микрорайона, 1 улица — Камышовый проезд, зарегистрировано 4 садовых товарищества.
Связана автобусным сообщением с районным центром и посёлком городского типа Сычёво. Ближайшие населённые пункты — деревни Лысцево, Мыканино и Шишкино.

## Исторические сведения
В «Списке населённых мест» 1862 года Рожествино — казённая деревня 2-го стана Волоколамского уезда Московской губернии по левую сторону почтового Московского тракта (из Волоколамска), в 7 верстах от уездного города, при безымянной речке, с 47 дворами, фабрикой и 282 жителями (133 мужчины, 149 женщин); в деревне располагалось сельское управление.
По данным на 1890 год входила в состав Аннинской волости Волоколамского уезда, число душ мужского пола составляло 132 человека.
В 1913 году — 48 дворов и несколько небольших фабрик.
По материалам Всесоюзной переписи населения 1926 года — центр Рождественского сельсовета Аннинской волости, проживало 423 жителя (181 мужчина, 242 женщины), насчитывалось 70 крестьянских хозяйств, имелась школа.
С 1929 года — населённый пункт в составе Волоколамского района Московской области.